# Boks na Letnich Igrzyskach Olimpijskich 1904 – waga kogucia mężczyzn
Turniej mężczyzn w wadze koguciej był jedną z konkurencji bokserskich na Letnich Igrzyskach Olimpijskich 1904. Zawody odbyły się 22 września. W zawodach uczestniczyło tylko dwóch zawodników ze Stanów Zjednoczonych.

## Wyniki
|  |                 |                 |         |
|  | Finał           |                 |         |
|  |                 |                 |         |
|  |                 |                 |         |
|  |                 |                 |         |
|  | Oliver Kirk     | Oliver Kirk     | TKO     |
|  | Oliver Kirk     | Oliver Kirk     | TKO     |
|  | George Finnegan | George Finnegan | runda 3 |
|  | George Finnegan | George Finnegan | runda 3 |
|  |                 |                 |         |